# عبد الحسين علي الكليدار آل طعمة
السيد عبد الحسين علي الكليدار آل طعمة (1881 – 30 مارس 1961) هو نبيل وكاتب وباحث علمي عراقي راحل، تسلم سدانة العتبة الحسينية في الفترتين الثالثة والثلاثين والسابعة والثلاثين بين عامي 1900 و1931. ألّف مجموعة من الكتب عن تاريخ وثقافة كربلاء، منها بغية النبلاء في تاريخ كربلاء وتاريخ آل طعمة الموسويين.

## السيرة الذاتية
ولد عبد الحسين عام 1881 لأبيه علي الكليدار (توفي 3 مايو 1900). من فرع آل طعمة من عائلة آل فائز. جده «جواد» حصل على اسم «الكليدار» المكون من مقطعين: (بالفارسية: كليت) و(بالفارسية: دار)، ويعني حامل المفتاح بالفارسية، وهو لقب أعطي لأولئك الذين تبنوّ دور رعاية الأضرحة المقدسة.
نشأ وتعلم في كربلاء، وتأثر كثيرًا بالأجواء الأدبية حوله في ذلك العصر. وبعمر التاسعة عشر ووفاة والده، صار مسؤولًا عن وصاية ضريح الإمام حسين، وأشرف على مبنى الإيوان الذهبي للضريح عام 1912. كما أمر بإعادة طلاء قفص الضريح بالفضة، بعد أن كانت قد اهترأت.
حين عُيّن حمزة بيك محافظًا لكربلاء يوم 1 أكتوبر 1915، وصلت العلاقة بين الدولة العثمانية والكربلائيين إلى ذروتها، وساد شعور بالاضطراب في المدينة، وهو ما اضطر عبد الحسين لمغادرة كربلاء متجهًا إلى بغداد في فبراير 1916، وعليه عزل من منصبه. تولى ابن عمه عبد الحسين أعيان المنصب. وفي عام 1920، أعيد عبد الحسين لمنصبه بأمر من بيرسي كوكس، الذي أصح المفوض السامي للعراق.
عام 1928، رُشّح عبد الحسين أعيان لعضوية مجلس الأعيان العراقي، إلا أن رسالة تعيينه قد أرسلت بالخطأ لعبد الحسين الكليدار، نتيجة تشابههما في الاسم الأول والأخير. قرر عبد الحسين الكليدار التنازل عن وصاية الضريح لابنه عبد الصالح، ومتابعة العمل السياسي، قبل أن يدرك الخطأ الذي حدث بسبب التشابه في الاسم. وعند وصوله بغداد، أدرك مجلس الشيوخ أنه ليس الشخص المقصود، ولكن بسبب الأوضاع الحرجة حينها، قرروا قبوله كعضو.
وبعد انقضاء فترته في المجلس، عاد إلى كربلاء وقضى ما تبقى في حياته في الكتابة والاعتكاف. على الرغم من تنازله عن منصب الضريح لابنه عام 1928، إلا أنه أعفي رسميًا من مصبه يوم 18 مايو 1931.

## الحياة الشخصية
تزوج عبد الحسين لابنه تاجر بغدادي ثري، عبد الهادي الأسترابادي (1806–1899). كان له ولدان، عبد الصالح ومحمد خادم. نسيبه محمد الأسترابادي كان قد أخفى نوري السعيد في منزله في الفترة التي كان مطلوبًا بها أثناء حركة تموز 1958.
استطاع عبد الحسين أن يؤسس مكتبة كبيرة جمع فيها أمهات الكتب المخطوطة والمطبوعة، إلا أنها قد أحرقت في حادثة حمزة بك عام 1915 (1333 هــ) حين جرت مواجهة  بين العثمانيين بقيادة حمزة بك وبين أهالي كربلاء بزعامة الشيخ فخري كمونة وانتهت بهزيمة القوات العثمانية وسيطرة الأهالي بقيادة الشيخ كمونة على المدينة. عمل عبد الحسين على إعادة تأسيس مكتبته وأسندها إلى ابمخ الأكبر السيد عبد الصالح، وما زالت تحفظ جميع مخطوطاته. وموجودة حتى الآن. زار المكتبة عدة شخصيات شهيرة من بينهم المستشرق الفرنسي لويس ماسينيون والمستشرقة الإنجليزية غيرترود بيل أثناء رحلتهم للعراق في أوائل القرن العشرين.

## مؤلفاته
- بغية النبلاء في تاريخ كربلاء، طبع عام 1966 بإشراف حفيده عادل عبد الصالح الكليدار[20][18][5][21][22]
- حالة العرب الاجتماعية في الجاهلية[18]
- الزَّهر المقتطف في أخبار الطف[18]
- قريش في التاريخ[18][22]
- نشأة الدولة العقيلية[18]
- بطون قريش[18]
- تاريخ كربلاء المعلى، طبع عام 1930 في النجف[23][18][22]
- نشأة الاديان السماوية[18]
- تاريخ آل طعمة الموسويين[18][5]
- تاريخ المعاهد العلمية في الإسلام[18]
- تاريخ كربلاء (بالفارسية)[18]
- أديان العرب في الجاهلية[18][22]
- معجم المدن والأنهار التاريخية في العراق[18][22]
- الكشكول[18]